# أرفورموتيرول
الأرفورموتيرول (بالإنجليزية: Arformoterol)‏ هو دواء مضاهئ لمستقبلات بيتا الأدرينارجية مطول التأثير يوصف لعلاج داء الانسداد الرئوي المزمن، يوجد على شكل محلول من طرطرات أرفورموتيرول يستخدم مرتين في اليوم (صباحا ومساء) بواسطة المرذذة.
هو المتخايل الفعال ل R,R فورموتيرول وقد تمت المصداقة عليه من قبل ال FDA عام 2006 لعلاج ال داء الانسداد الرئوي المزمن.

## المصدر
- موسوعة العلوم العربية